# Roubia
Roubia település Franciaországban, Aude megyében. Lakosainak száma 514 fő (2022. január 1.). Roubia Argens-Minervois, Canet, Lézignan-Corbières, Paraza és Olonzac községekkel határos.

## Népesség
A település népessége az elmúlt években az alábbi módon változott:
| Lakosok száma | 490  | 368  | 406  | 440  | 509  | 511  | 509  | 505  | 503  | 514  |
|               | 1968 | 1982 | 1990 | 2006 | 2013 | 2015 | 2017 | 2019 | 2020 | 2022 |